# Постоялко Людмила Андріївна
Людмила Андріївна Постоялко (біл. Людміла Андрэеўна Пастаялка, нар. 1941, селище Ждани, Лубенський район, Полтавська область, УРСР — пом. 6 березня 2007, Мінськ) — білоруський державний діяч українського походження, міністр охорони здоров'я Білорусі з 2002 по 2005 роки.

## Біографія
Народилася у 1941 році у селищі Ждани, Лубенського району, Полтавської області України. У 1964 році закінчила Київський медичний інститут.
Від 1964 до 1973 року працювала дільничним лікарем-терапевтом Брестської дитячої поліклініки. У 1973-1992 роки — Лікар-педіатр, зав. відділенням, заступник головного лікаря з лікувальної роботи Брестської обласної дитячої лікарні. З червня 1992 року — головний лікар ЛПЗ «Брестська обласна дитяча лікарня».
У жовтні 2001 року. постановою Ради Міністрів Республіки Білорусь призначено першим заступником міністра охорони здоров'я Республіки Білорусь.
30 липня 2002 року указом Президента Республіки Білорусь № 409 призначена Міністром охорони здоров'я Республіки Білорусь.
11 листопада 2003 року присвоєно почесне звання «Заслужений лікар Республіки Білорусь» — «За заслуги в охороні здоров'я населення, організації та наданні лікувально-профілактичної допомоги». 4 березня 2004 року обрана головою Білоруського товариства Червоного Хреста.
27 грудня 2005 року указом президента № 629 звільнена з посади Міністра охорони здоров'я у зв'язку з переведенням на іншу роботу.
З 28 грудня 2005 року і до своєї смерті була головою Постійної комісії Ради Республіки Національного зборів Республіки Білорусь щодо демографічної безпеки і соціального розвитку.

## Нагороди
- Орден Пошани (2007)